# Omanosaura
Omanosaura — рід ящірок родини ящіркових (Lacertidae). Представники цього роду мешкають в Омані та ОАЕ.

## Види
Рід Omanosaura нараховує 2 види:
- Omanosaura cyanura (Arnold, 1972)
- Omanosaura jayakari (Boulenger, 1887)